# Colonia Sudetia
Koordinaten: 25° 43′ S, 56° 2′ W
Die Colonia Sudetia, deutsch: Kolonie Sudetia, ist eine 1933 von Sudetendeutschen gegründete Kolonie in Paso Yobai, Departement Guairá in Paraguay. Sie liegt ungefähr 20 km südlich der Stadt Caaguazú mit 131.143 Einwohnern 2022. Colonia Sudetia selbst hatte im Jahre 2002 nur 437 Einwohner.

## Geschichte
Durch das Aufkommen des Nationalsozialismus und die gleichzeitige Industrialisierung in der Tschechoslowakei kam es zu Spannungen zwischen Deutschen und Tschechen, was zur Auswanderung von Deutschen führte.
Südöstlich der Kolonie Independencia gab es ein unbewohntes Gebiet mit einer Fläche von 25 km², weshalb man in Kaufverhandlungen mit dem Schweizer Großgrundbesitzer Jorge Naville eintrat, der 4,5 km² besaß, die unmittelbar an die unbewohnte Fläche grenzten. Die 4,5 km² Hektar wurden dann für 17,50 argentinische Peso pro Hektar gekauft.
Im Juli 1932 kam eine erste Gruppe von deutschen Siedlern, im Mai 1933 folgte eine zweite Gruppe und im August noch eine dritte. Am 1. Oktober 1933 beschlossen man die Kolonie in Erinnerung an das Sudetenland „Sudetia“ zu nennen.

## Sonstiges
Der Ort verfügt über einen deutschen Schulverein und den Sportverein „Deportivo Aleman Sudetia“.